# Hércules (1997)
Hercules (bra/prt: Hércules) é um filme de animação de fantasia musical norte-americano da Walt Disney Feature Animation, coproduzido pela Walt Disney Pictures e distribuído pela Buena Vista Pictures, inspirado no mito grego de Herácles (mais conhecido pelo nome romano, Hércules), filho de Zeus. É o trigésimo-quinto longa de animação dos estúdios Disney, dirigido por Ron Clements e John Musker.
Hércules foi lançado em 27 de junho de 1997, e recebeu críticas medianas ou positivas, especialmente para o desempenho de James Woods como Hades. Apesar da recepção favorável da crítica, o filme teve um baixo desempenho em sua estréia, especialmente em comparação aos seus predecessores e lucrou US $ 252.7 milhões nas bilheterias mundiais. Hércules foi seguido mais tarde por uma prequela diretamente em vídeo, Hercules: Zero to Hero, que serviu como piloto para Hercules: The Animated Series, uma série de TV da Disney centrada em Hércules durante seu tempo na Academia de Prometeus.

## Elenco
- Tate Donovan como Hércules
- Danny DeVito como Filoctetes
- James Woods como Hades
- Susan Egan como Mégara
- Bobcat Goldthwait como Agonia
- Matt Frewer como Pânico
- Rip Torn como Zeus
- Samantha Eggar como Hera
- Barbara Barrie como Alcmena
- Hal Holbrook como Anfitrião
- Paul Shaffer como Hermes
- Charlton Heston como Narrador
- Vanéese Y. Thomas como Clio
- Lillias White como Calíope

## Música

### Bilheteria
Em sua primeira semana de exibição em apenas 1 sala, Hércules arrecadou US$249,567; na segunda semana o número de salas aumentou para 2 e arrecadou US$852,103. No lançamento amplo em 2,621 salas, arrecadou US$21,454,451 ficando em segundo lugar no fim de semana atrás apenas de A Outra Face. Hércules igualou o predecessor Disney O Corcunda de Notre Dame com US$58 milhões em duas semanas, números baixos considerados baixos comparados aos US$80 milhões de Pocahontas e os US$119 milhões de O Rei Leão no mesmo período de tempo. Hércules fechou sua performance na bilheteria dos Estados Unidos com US$99,112,101, que somado aos US$153,6 milhões internacionalmente levou o filme a arrecadar um total de US$252,7 milhões. No Brasil, Hércules foi a sexta maior bilheteria do ano, com R$6.115.078 de faturamento e 1.259.037 espectadores.

## Prêmios e indicações
Oscar 1998 (Estados Unidos)
- A canção Go The Distance recebeu indicação na categoria de melhor canção original.

Globo de Ouro 1998 (Estados Unidos)
- A canção Go The Distance recebeu indicação na categoria de melhor canção original.

Prêmio LAFCA 1997 (Los Angeles Film Critics Association Awards, EUA)
- Indicado na categoria de melhor animação.

Annie Awards
- Melhor Animação (indicado)
- Melhor Produção Individual (venceu)
- Melhor Direção (venceu)
- Melhor Design de Personagem - por Meg (indicado)
- Melhor Design de Personagem - por Hades (venceu)
- Melhores Efeitos Visuais em Animação (venceu)